# Theocracy
Theocracy é uma banda cristã americana de power metal e metal progressivo formada em Athens, Geórgia em 2002 pelo vocalista e guitarrista Matt Smith. Grande parte das suas letras possuem temática cristã. Com uma pegada de metal progressivo e power metal, possui influências de diversas bandas como Iron Maiden, Edguy, Iced Earth, Helloween, Dream Theater, Symphony X, Kansas e Rush. Seu primeiro álbum foi auto-intitulado "Theocracy" (Lançado pela MetalAges Records) e foi feito em grande parte por Matt Smith. Em 2008, a banda lançou o álbum "Mirror of Souls", que em sua versão americana teve seu lançamento nos Estados Unidos pela Ulterium Records e no Japão pela SoundHolic Records. Em 2011, Theocracy lançou mais um álbum, intitulado "As The World Bleeds". E em 2016 lançou o álbum intitulado Ghost Ship.
No dia 18 de outubro de 2020, o Theocracy postou em sua página do facebook dizendo que o guitarrista Val Allen Wood havia sido demitido por condutas que não condiziam com o que a banda propagava.

## Membros da banda

### Membros atuais
- Matt Smith - voz, teclados e guitarra
- Jonathan Hinds - guitarra e backing vocal
- Jared Oldham - baixo e backing vocal
- Ernie Topran - bateria
- Taylor Washington - guitarra e backing vocal

### Membros antigos
- Shawn Benson - bateria
- Seth Filkins - baixo e backing vocal
- Josh Sloan - baixo e backing vocal
- Patrick Parris - baixo e backing vocal
- Val Allen Wood - guitarra
- Patrick Nickell - bateria

## Discografia
- Theocracy (2003)
- Mirror of Souls (2008)
- As The World Bleeds (2011)
- Theocracy (Re-mixed Debut Album) (2013)
- Ghost Ship (2016)
- Mosaic (2023)

### Músicas de Natal (Christmas Songs)
- 2014 - Night of Silence
- 2012 - Wynter Fever
- 2011 - Christmas Medley/We Three Kings
- 2010 - All I Want For Christmas
- 2009 - Angels From The Realms Of Glory
- 2008 - Rudolph vs. Frosty
- 2007 - O Come Emannuel
- 2006 - Deck The Joy
- 2005 - Litttle Drummer Boy